# Clenleu
Clenleu település Franciaországban, Pas-de-Calais megyében. Lakosainak száma 185 fő (2022. január 1.). Clenleu Preures, Sempy, Humbert, Saint-Michel-sous-Bois, Alette és Bimont községekkel határos.

## Népesség
A település népességének változása:
| Lakosok száma | 192  | 199  | 200  | 195  | 192  | 188  | 185  | 186  | 185  |
|               | 2013 | 2015 | 2016 | 2017 | 2018 | 2019 | 2020 | 2021 | 2022 |